# 96e régiment d'infanterie territoriale
Le 96e régiment d'infanterie territoriale est un régiment d'infanterie de l'armée de terre française qui a participé à la Première Guerre mondiale.

## Création et différentes dénominations
Le régiment reçoit son numéro par décret du 19 mars 1875, en prévision de la mobilisation.

## Chefs de corps
- lieutenant-colonel Rouyre
- lieutenant-colonel Joyeux
- lieutenant-colonel Royal

## Historique des garnisons, combats et batailles du96eRIT

### Première Guerre mondiale

#### 1914
Le 96e régiment d'infanterie territoriale est mobilisé le 10 août a Bergerac, 9 jours après le début de la Première Guerre Mondiale. Il est affecté au service des étapes, et donc doit assurer de nombreuses taches dont le ravitaillement des troupes. 

## Drapeau
Il ne porte aucune inscription.

## Personnages célèbres ayant servi au96eRIT
- Guillaume Apollinaire